# Закиев, Ауфар Закиевич
Ауфар Закиевич Закиев (тат. Әүфәр Зәки улы Зәкиев; 16 апреля 1938, Сарысаз-Такерман, Сармановский район, Татарская АССР, РСФСР, СССР — 2 февраля 1994, Казань, Республика Татарстан, Российская Федерация) — советский и российский строитель. Лауреат Государственной премии Татарской АССР имени Габдуллы Тукая (1981). Заслуженный строитель Татарской АССР (1980).

## Биография
Родился 16 апреля 1938 года в селе Сарысаз-Такерман Ворошиловского района Татарской АССР (ныне Сармановского района). 6-й ребёнок в семье. Мать происходила из знатного рода Хальфиных. Его отца муллу Заки Гареева арестовали в 1937 году как «врага народа» и расстреляли в Мензелинской тюрьме.
Окончил среднюю школу в селе Тлянче-Тамак (1955), Казанский строительный техникум (1958), Казанский инженерно-строительный институт (1968).
В 1959—1962 годах на военной службе.

## Почетные звания
- Государственная премия Татарской АССР имени Габдуллы Тукая (1981) — за создание под его руководством выставочного зала художников Татарстана в Казани.
- Заслуженный строитель Татарской АССР (1980).
- Орден «Знак Почёта»

## Общественная деятельность
- Неоднократно избирался депутатом Казанского городского совета.
- Член Центрального комитета научно-технической организации строителей СССР.

## Память
Именем Ауфара Закиева названа одна из улиц Казани.